# Ocell del paradís fistonat
L'ocell del paradís fistonat (Ptiloris paradiseus) és un ocell de la família dels paradiseids (Paradiseidae).

## Hàbitat i distribució
Habita els boscos a les terres altes del nord-est d'Austràlia, al sud-est de Queensland i nord-est de Nova Gal·les del Sud cap al sud fins the Hunter River.